# Conconully Dam
De Conconully Dam (National ID # WA00259) is een stuwdam in Okanogan County, van de Amerikaanse staat Washington.
De aarden dam werd in 1910-1911 gebouwd op een hoogte van 21 meter door het Bureau of Reclamation van de Verenigde Staten, tijdens de beginjaren van de activiteit van het Bureau. De dam werd in 1920 verhoogd en herbouwd in 1969. De huidige hoogte van de dam is 22 meter, de lengte bedraagt 328 meter.
Conconully Dam stuwt de Salmon Creek op voor overstromingsbeheer en irrigatieopslag als onderdeel van het  Okanogan-project. Het werd opgenomen in het National Register of Historic Places op 6 september 1974. De aangrenzende Salmon Lake Dam uit 1921 en zijn stuwmeer, Conconully Lake, maken deel uit van hetzelfde project. Beide zijn eigendom van het Bureau en worden beheerd door het lokale Okanogan Irrigation District.
Het Conconully-reservoir heeft een normaal wateroppervlak van 223 hectare en een maximale opslagcapaciteit van 16 miljoen kubieke meter. Recreatiemogelijkheden zijn: vissen (op regenboogforel, roodkeelforel en kleinbekbaars), varen, kamperen, wandelen en observatie van dieren in het wild. Het Conconully State Park en het Conconully National Wildlife Refuge zijn vlakbij.

## Geschiedenis
De bouw van de dam werd in juli 1909 onderbroken door een staking. De bouwvakkers kregen een loonsverhoging van vijfentwintig cent per dag aangeboden, maar eisten vijftig cent. 